# Fritz Richard
Fritz Richard (eigentlich Josef Richard Löwit; * 6. Jänner 1870 in Chotieborsch, Österreich-Ungarn; † 9. Februar 1933 in Berlin) war ein österreichischer Schauspieler.

## Leben und Wirken
Richard Löwit war ein Sohn des Volksschullehrers Josef Löwit und seiner Frau Theresia, geb. Rosenfeld. Er wuchs in Wien auf. Dort nahm der gelernte Stenograph auch Schauspielunterricht an der Theaterschule Pauline Loewe. Sein erstes Engagement trat er 1886 in Mülheim an. Danach spielte er an verschiedenen deutschen und österreichischen Provinzbühnen.
Von Metz führte ihn 1905 sein Weg nach Berlin, wo er vor allem am Deutschen Theater und am Lessingtheater arbeitete. Er gehörte zum Ensemble von Max Reinhardt. Besonders erfolgreich war er in Karl Schönherrs Der Weibsteufel sowie als Jedermann. Ab 1913 wirkte Richard auch in zahlreichen Stummfilmen mit.
Richard heiratete 1898 in Teplitz seine Kommilitonin Friderike Raithel, die später unter dem Namen Frida Richard ebenfalls als Schauspielerin aktiv wurde. Fritz Richard, der aus einer jüdischen Familie stammte, verstarb kurz nach Machtantritt Hitlers im Städtischen Krankenhaus Berlin-Wilmersdorf, wobei nach seinem Tod Gerüchte um eine Ermordung des Schauspielers aufkamen.

## Filmografie
- 1913: Ein Ausgestoßener, 1. Teil
- 1913: Das verschleierte Bild von Groß-Kleindorf
- 1914: Um das Glück betrogen
- 1914: Ihre Hoheit
- 1914: Die geheimnisvolle Villa
- 1914: Das Panzergewölbe
- 1915: Die Toten erwachen
- 1916: Ein Blatt Papier
- 1916: Nebel und Sonne
- 1917: Ehre
- 1918: Der Dieb
- 1918: Der Dornenweg
- 1918: Wundersam ist das Märchen der Liebe
- 1918: In Sachen Marc Renard
- 1918: Der Weltspiegel
- 1918: Jettchen Geberts Geschichte (2 Teile)
- 1919: Pro domo, das Geheimnis einer Nacht
- 1919: Die Geächteten
- 1919: Der Mädchenhirt
- 1919: Der Weg der Grete Lessen
- 1919: Liebe
- 1919: Baccarat
- 1920: Haß
- 1920: Die Verwandlung
- 1920: Der Erbe von Carlington
- 1921: Der Dummkopf
- 1921: Ich bin Du
- 1921: Alfred von Ingelheims Lebensdrama
- 1921: Mein Mann – Der Nachtredakteur
- 1921: Der Friedhof der Lebenden
- 1921: Der Gang durch die Hölle
- 1921: Die Hexe
- 1922: Hanneles Himmelfahrt
- 1922: Herzog Ferrantes Ende
- 1922: Der Graf von Charolais
- 1922: Der böse Geist Lumpaci Vagabundus
- 1922: Sterbende Völker (2 Teile)
- 1922: Lola Montez, die Tänzerin des Königs
- 1923: Felicitas Grolandin
- 1923: Die Kette klirrt
- 1923: Tragödie der Liebe
- 1923: Die Gräfin von Paris
- 1923: Das alte Gesetz
- 1923: Das schöne Mädel
- 1923: Freund Ripp
- 1923: Graf Cohn
- 1925: Pietro, der Korsar
- 1925: Die Anne-Liese von Dessau
- 1925: Das Fräulein vom Amt
- 1925: Die Frau mit dem schlechten Ruf
- 1927: Die Achtzehnjährigen
- 1927: Die schönsten Beine von Berlin
- 1927: Der falsche Prinz
- 1928: Schinderhannes
- 1928: Die kleine Sklavin
- 1929: Der Kampf der Tertia
- 1930: Zapfenstreich am Rhein